# Крайна

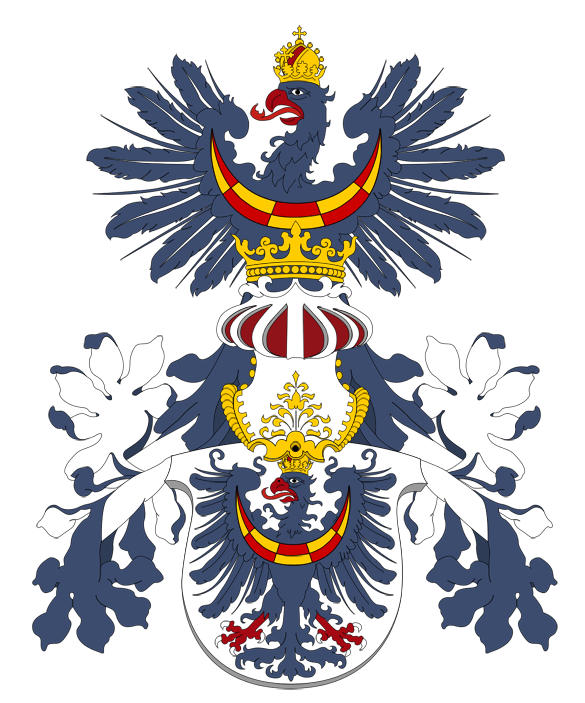
Герб Крайны в 1918 году

Крайна (словен. Kranjska, vojvodstvo Krajnsko, нем. Krain, лат. Carnia, Carniolia) — историческая область, ныне занимающая бо́льшую часть территории государства Словения. Название — славянского происхождения. В географическом отношении Крайна подразделяется на три области — Внутренняя Крайна, Верхняя Крайна и Нижняя Крайна (с Белой Крайной).
В настоящее время вся территория Крайны находится в границах Словении. До 1947 года Внутренняя Крайна и Словенское Приморье (в совокупности известные как Юлийская Крайна) являлись составной частью Италии. Ещё раньше, до Первой мировой войны, герцогство Крайна было коронной землёй Австро-Венгерской монархии и относилось к её цислейтанской части. Столицей поначалу служил Крайнбург, потом — Лайбах (Любляна).

## Маркграфство Крайна

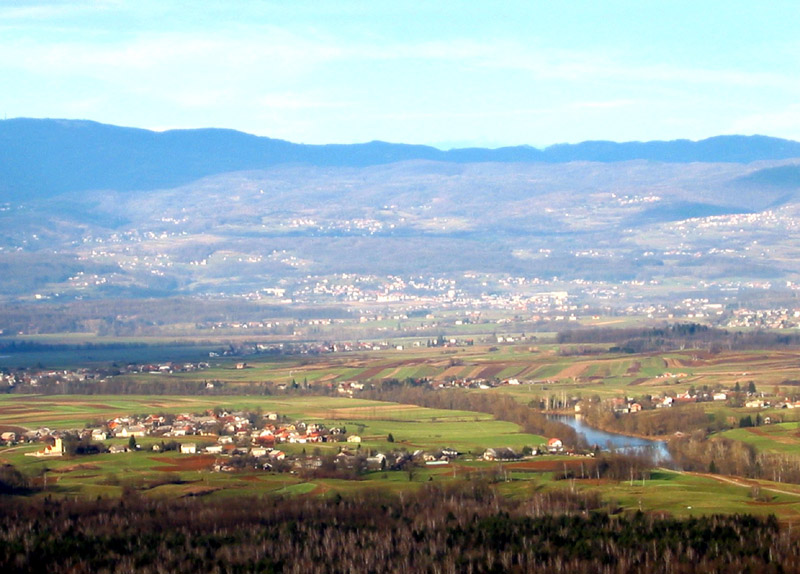
Типичный пейзаж Белой Крайны

В краю по верховьям реки Савы, носившем, во время пребывания здесь готских народов, название Карнии (Carnia) по древним племенам карнов, осели в конце VI столетия н. э. славяне. Позднее эта местность, как самая близкая к Италии, крайняя, получила славянизированное название Краины — в немецко-латинских грамотах Crainmarcha, Chreine. Новое население принуждено было подчиниться аварам, от ига которых освободилось одновременно со славянами каринтийскими.
После недолгого опыта самостоятельной государственности (см. Карантания) предки словенцев снова подпали под власть аваров, а потом — франков (с 783 г.). Но Карлу Великому досталась лишь часть краинских земель; часть юго-восточная принадлежала к Словенской марке на низовьях Савы, а юго-западная часть — к Истрии и Фриулии.
Когда Фриульская марка распалась на 4 отдельных маркграфства — Фурланское, Истрианское, Виндицкое и Краинское — последнее захватило и часть нынешней Каринтии. Краинские маркграфы были подчинены баварскому наместнику, а с 876 г. — герцогам каринтийским (хорутанским). Резиденцией их был город Краинбург.

## Владычество аквилейских патриархов

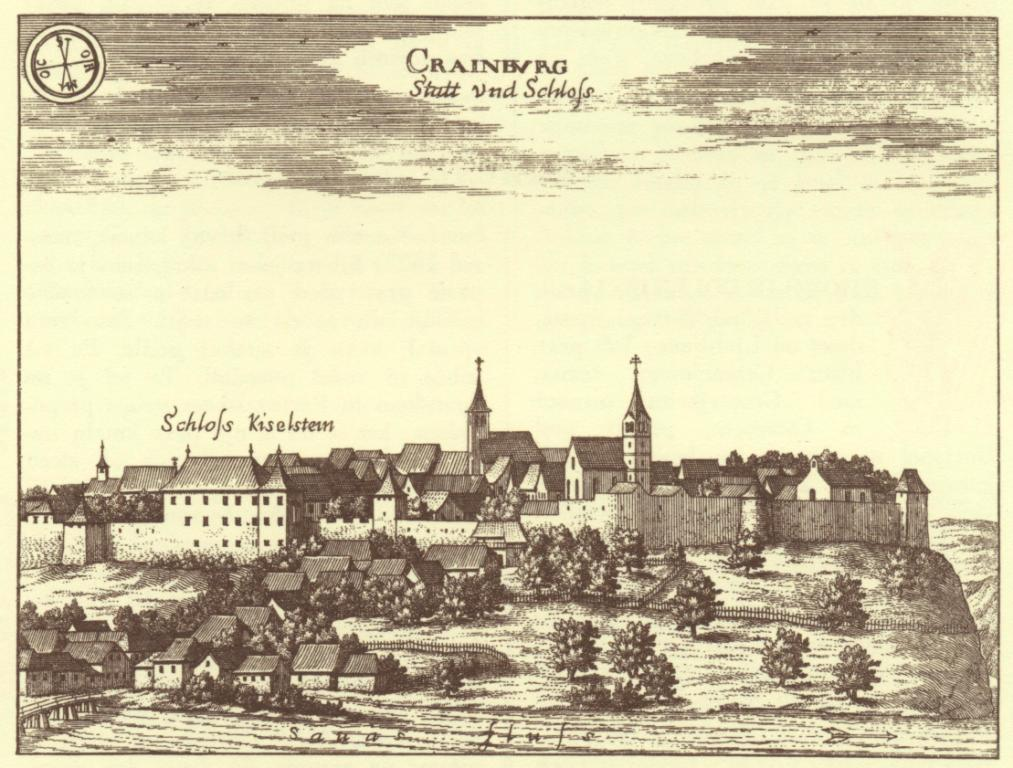
Гравюра Вальвазора с видом Крайнбурга

В 1077 году император Генрих IV уступил власть над этим маркграфством патриархам аквилейским. Словенский, или виндицкий, край в это время также сначала находился под верховной властью маркграфов фриульских, около 828 г. перешёл к Родбоду, герцогу восточной части, а в 876 г. был присоединен к герцогству Каринтийскому.
Подчиненная патриархам аквилейским, Крайна была увеличена присоединением к ней части соседних земель, и в первую очередь Виндицкой марки, с которыми вместе и носила наименование Carniola et Marchia, a позже — просто Carniola. Патриархи отдавали Крайну в лен воеводам (герцогам) то каринтийским, то меранским. Патриархи владели в Крайне большими поместьями, но большая часть ленов принадлежала герцогам Каринтийским, от которых они перешли к графам Ортенбургским.
В 1233 г. император отдал Крайну в ленное владение Фридриху II Бабенбергу, в 1245 г. объявившему себя первым герцогом Крайны. По смерти Фридриха II в 1246 г. Крайной овладел Ульрих III, герцог Каринтийский, по-видимому, не без согласия патриарха аквилейского. Значение последнего в Крайне скоро стало падать, и Ульрих начал распоряжаться вполне самостоятельно.
Наследником своим он назначил в 1268 г. короля чешского Оттокара II, которому, однако, не удалось овладеть Каринтией и Крайной, а в 1276 г он окончательно отказался от этих земель.

## Владычество Габсбургов

На карте Габсбургской монархии Крайна обозначена под номером 4

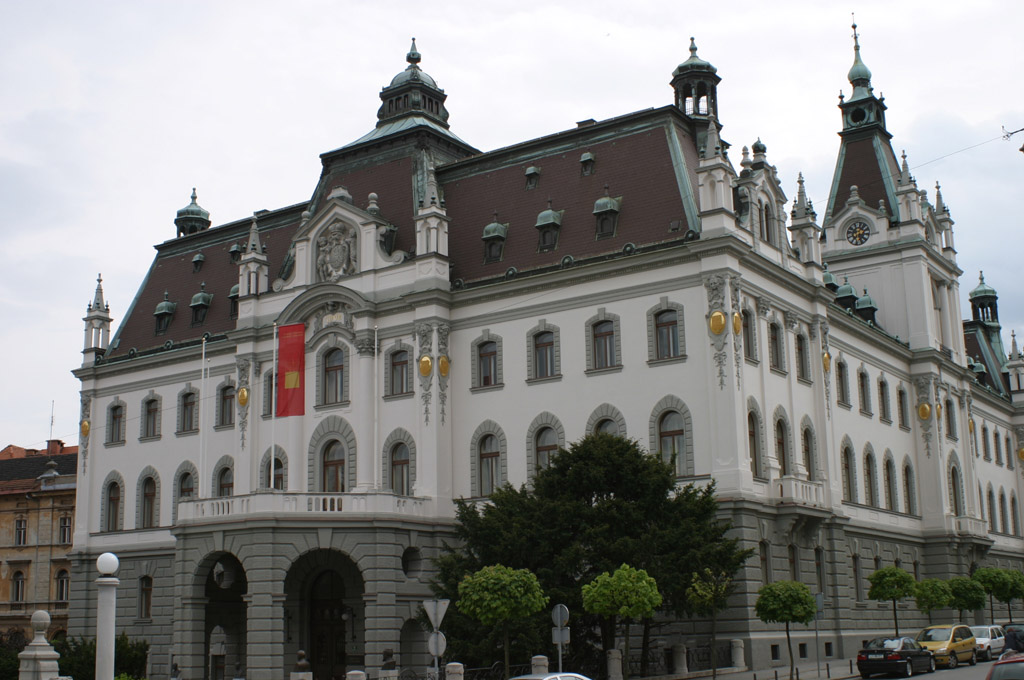
Парламент Крайны в Лайбахе (здание)

Его счастливый соперник Рудольф Габсбургский, на сейме в Аугсбурге (1282 г.), отдал своим сыновьям, Альбрехту и Рудольфу, в совместное ленное владение Австрию, Истрию, Каринтию и Крайну. С течением времени, после многочисленных войн, Крайна окончательно стала владением австрийских Габсбургов. В 1364 г. Рудольф IV уже называл себя «герцогом Краинским».
С этого времени Крайна разделяла судьбу Австрии и всей Габсбургской монархии до 1809-13 гг., когда, завоеванная Наполеоном, она входила в состав Иллирийских провинций. С 1816 г., в качестве Лайбахской области, она составляла часть королевства Иллирии, а после революции 1849 г., когда словенцы пытались выговорить у Габсбургов для себя отдельное королевство, была возвышена до самостоятельной коронной земли.
Во второй половине XIX века Крайна стала очагом словенского национального возрождения, и при распаде Австро-Венгрии патриоты поспешили присоединиться к государству Словенцев, Хорватов и Сербов. Внутренняя Крайна по условиям Лондонского пакта досталась итальянцам и входила в состав итальянского региона Венеция-Джулия до конца Второй мировой войны.